# (8913) 1995 YB2
A (8913) 1995 YB2 egy kisbolygó a Naprendszerben. A NEAT program keretében fedezték fel 1995. december 22-én.